# Cooperativa Agrícola dos Produtores de Cana de Campo Novo do Parecis
A  Cooperativa Agrícola dos Produtores de Cana de Campo Novo dos Parecis  (COPRODIA) é uma cooperativa agroindustrial brasileira de Campo Novo do Parecis, Mato Grosso, fundada em 1980, através de um grupo de produtores rurais provenientes da região sul do Brasil destinada a atuar no ramos das actividades ligadas a produção e moagem da cana-de-açúcar, tendo em vista o desenvolvimento económico e social de seus associados e participativos.
Atualmente a cooperativa possui 1 unidade de armazenamento, com capacidade estática total de 1 milhão e 850 mil toneladas e  91 milhões de litros de álcool hidratado, 40 milhões de litros de álcool anidro e 1 milhão de sacas de açúcar e também em Campo Novo do Parecis.